# São Joaquim (ort)
São Joaquim är en ort i Brasilien.   Den ligger i kommunen São Joaquim och delstaten Santa Catarina, i den södra delen av landet, 1 400 km söder om huvudstaden Brasília. São Joaquim ligger 1 353 meter över havet och antalet invånare är 16 250.
Terrängen runt São Joaquim är kuperad åt nordost, men åt sydväst är den platt. Det finns inga andra samhällen i närheten.
I omgivningarna runt São Joaquim växer i huvudsak städsegrön lövskog. Runt São Joaquim är det glesbefolkat, med 16 invånare per kvadratkilometer.